# Partido Merlo
Merlo ist ein Partido in der Provinz Buenos Aires im östlichen Argentinien, das zum Ballungsraum Gran Buenos Aires gehört. Der Partido gehört zur Zona Oeste. Hauptstadt ist die gleichnamige Stadt Merlo.

## Geschichte
Die Region des heutigen Partido wurde kurz nach der zweiten und permanenten Gründung von Buenos Aires besiedelt. Im Jahr 1730 gründete Francisco de Merlo nahe seiner Estancia ein Kirchspiel. Im selben Jahr gründete Merlo den Ort Villa de San Antonio del Camino, welcher später ihm zu Ehren in Merlo umbenannt wurde. Für viele Jahre hinkte Merlo hinter der Entwicklung der nahegelegenen Stadt Morón her. 1865 wurde die Region dann offiziell zum Partido erklärt. Die Stadt Merlo war früher ein Eisenbahnknotenpunkt und ein Wirtschaftszentrum für die landwirtschaftlich geprägte Umgebung. Über die Hälfte des Partido liegt mittlerweile im Großraum Buenos Aires, trotzdem ist die Einwohnerdichte geringer als in anderen Partidos.

## Bevölkerung und Geographie
Der Partido hat heute 469.985 Einwohner auf einer Fläche von 170 km². Das entspricht einer Einwohnerdichte von 2.764,6 Einwohnern/km². 

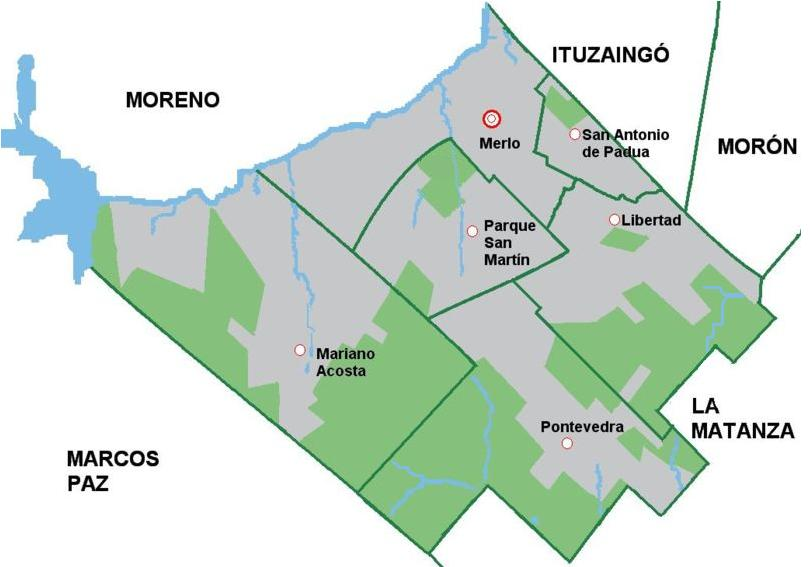
Gliederung Merlos in sechs Städte

Der Partido grenzt an Morón und Ituzaingó (im Nordosten), La Matanza (im Südosten), Marcos Paz (im Südwesten), Moreno (im Nordwesten) und an den Fluss Río de la Reconquista (im Nordwesten). Weitere bedeutende Orte des Partido sind neben der Stadt Merlo San Antonio de Padua, Parque San Martín, Libertad, Pontevedra und Mariano Acosta. Weitere kleinere Orte sind Merlo Norte, Villa Reconquista, Villa Pompeya und Barrio Samoré.

## Politik

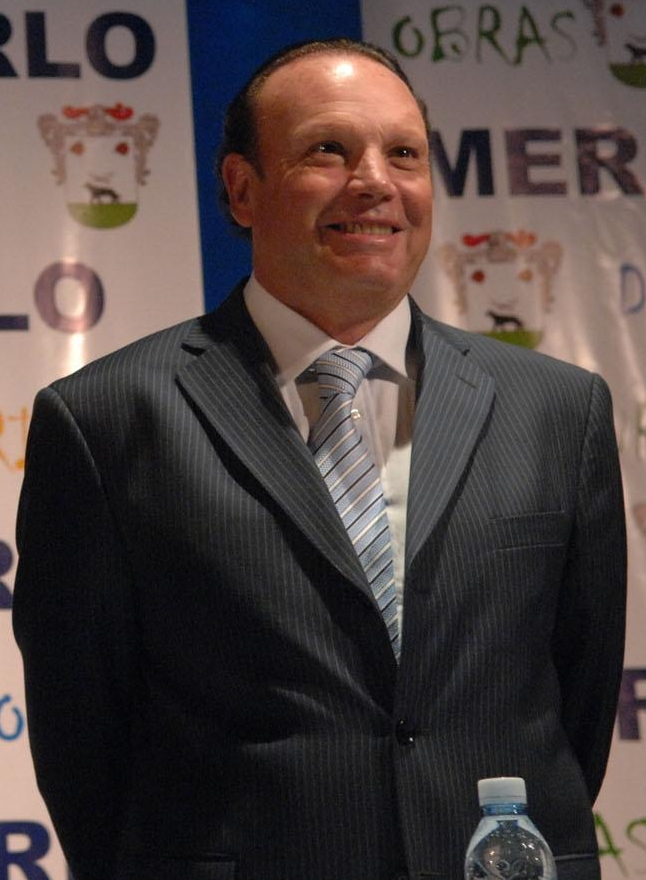
Raúl Othacehé, Bürgermeister von Merlo

Der Partido wird durch eine Art Kreisverwaltung verwaltet, die in Exekutive (der Bürgermeister oder auf Spanisch Intendente) und Legislative (der Stadtrat oder auf Spanisch Consejo Deliberante) unterteilt ist.
Der Bürgermeister wird für eine Amtszeit von vier Jahren gewählt. Amtsinhaber ist seit 1991 Raúl Alfredo Othacehe, ein Rechtsanwalt und Peronist. Der Stadtrat besteht aus 24 Mitgliedern, die Mehrheit hat oft die Peronistische Partei. Der Bürgermeister und die Stadträte können beliebig oft wiedergewählt werden.